# Camaridium rhombeum
Camaridium rhombeum là một loài thực vật có hoa trong họ Lan. Loài này được (Lindl.) M.A.Blanco mô tả khoa học đầu tiên năm 2007.